# ジョージ・ヘイター
ジョージ・ヘイター（Sir George Hayter、1792年12月17日 – 1871年1月18日）は、19世紀イギリスの画家である。おもに肖像画を描き、時に100人ほどの人物が描かれた儀式の情景などの大作も描いた。ヴィクトリア女王によってナイトに叙された。

## 略歴
ミニアチュール画家で美術教師のチャールズ・ヘイター（Charles Hayter: 1761–1835）の息子としてロンドンで生まれた。父親はシャーロット王女(1796–1817)の美術教師を務め、美術に関する著書もあった。
父親から絵を学び、1808年からロイヤル・アカデミー・オブ・アーツの美術学校に入学したが、その年のうちにその教育方法に失望し、学校を止め、イギリス海軍の水兵になった。父親に説得されて学校に戻った。美術学校ではヨハン・ハインリヒ・フュースリーに学び、1815年にシャーロット王女付きのミニアチュール画家、肖像画家になった。
1809年に12歳ほど年上の、家族の使用人と事実婚の関係にあり、3人の子供が生まれたが、1816年に別れ、その後コーティ卿(William Cauty）の娘と公然の関係になった。
1816年にパトロンの第6代ベッドフォード公爵ジョン・ラッセルに勧められて、イタリアに修行に出た。イタリアでは、彫刻家のアントニオ・カノーヴァと知り合いその肖像画を描き、カノーヴァから彫刻を学んだともされている。カノーヴァが校長を務めていたローマのアカデミア・ディ・サン・ルカの名誉会員になった。
1818年に帰国すると肖像画家や歴史画家として働いた。この時期多くの歴史画を描き、多くの貴族たちと交流した。一方で、同業者からはその尊大な態度、妻とは別居して平然と愛人を抱えている生き方が反感を買い、ロイヤル・アカデミー・オブ・アーツの会員に選ばれることはなかった。
1826年から再びイタリアに住み、フィレンツェで大使の初代カリスフォート伯爵ジョン・プロビーから注文を受けて作品を描いた。フィレンチェの愛人だった女性が薬物自殺をしたため、ローマに移り、1828年後半からはパリで活動した。
1831年にイギリスに帰国し、イギリスの歴史を題材にいくつかの大作を描いた。1832年から王女だった時代のヴィクトリアの肖像画を描き、1837年にヴィクトリアが女王に即位すると、「女王の肖像画家、歴史画家」の称号を得た。1841年にデイヴィッド・ウィルキーが亡くなると後任の王室の主席画家に選ばれ、王室の儀式の様子などを描き、ヴィクトリア女王の公式肖像画を描いた。 1842年にナイトの称号を得るが、王室でのヘイターの地位は、1840年にヴィクトリア女王と結婚したアルバートがドイツ人画家のフランツ・ヴィンターハルターなどを好んだことなどのため、比較的短期間で失われた。
50歳を越えたころから、ヘイターの肖像画のスタイルは時代遅れとされるようになり、健康や借金にも苦しむようになった。1845年には所有していた美術作品を競売で売却した。その後、絵画のスタイルを変えるなどしたとされる。1871年にロンドンで亡くなった。

## 作品

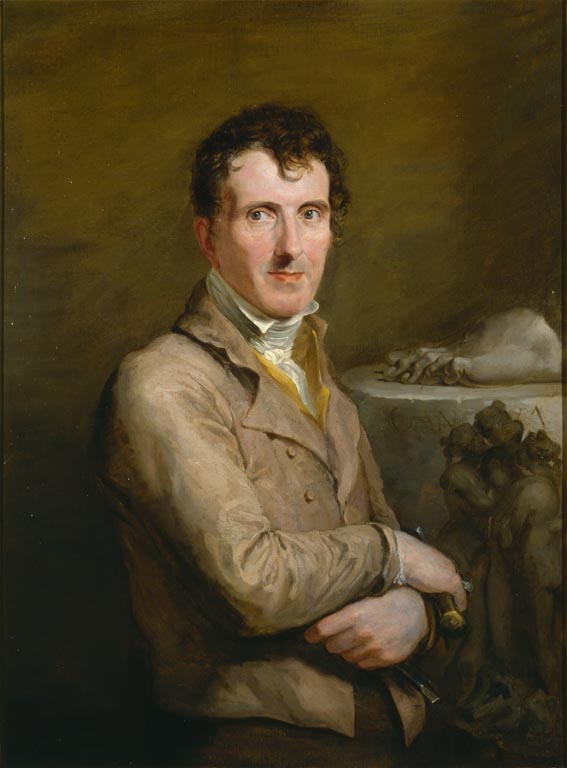
アントニオ・カノーヴァ　(1817) パリのイギリス大使館
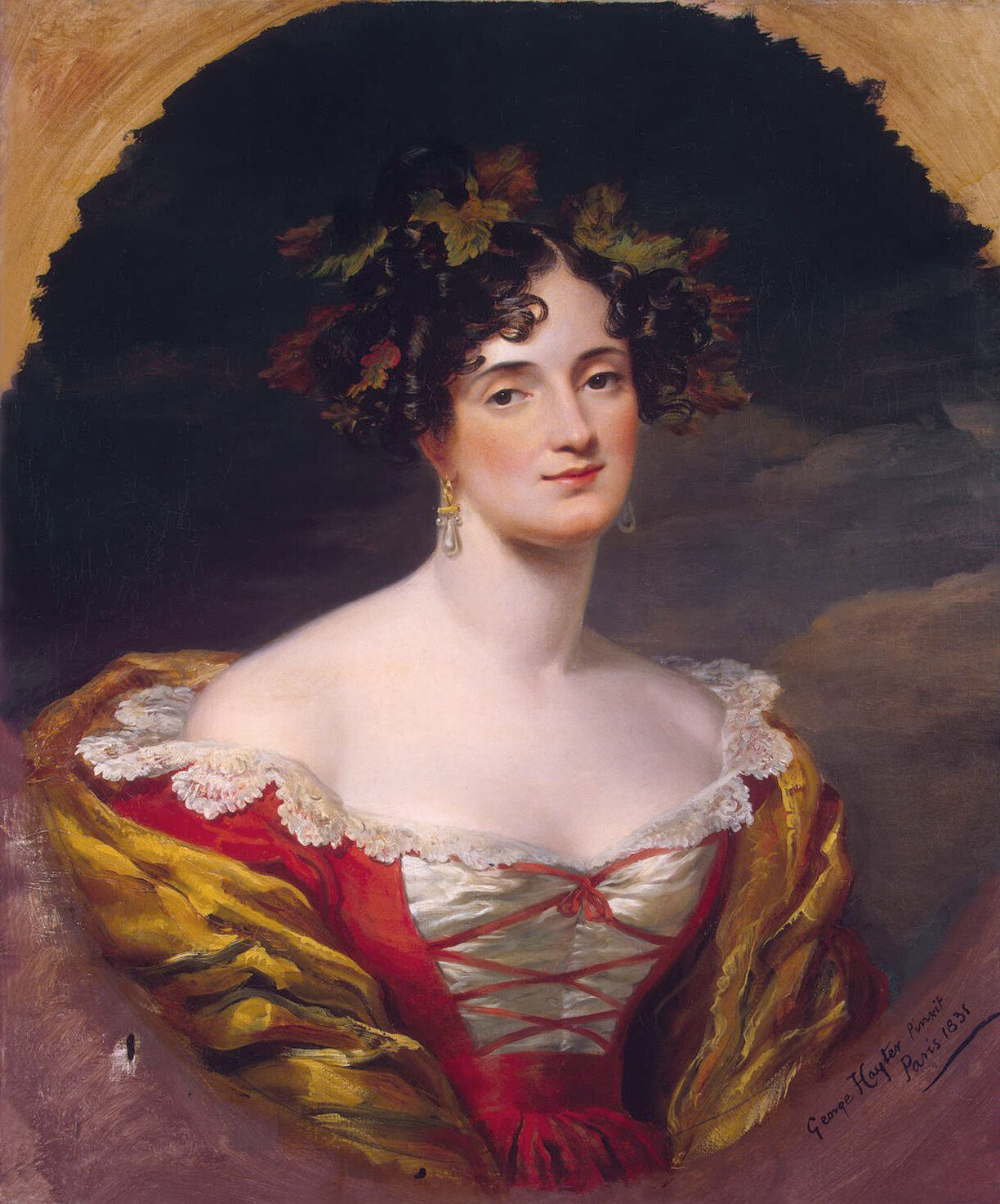
パーヴェル・キセリョフの妻、ソフィア (1831) エルミタージュ美術館
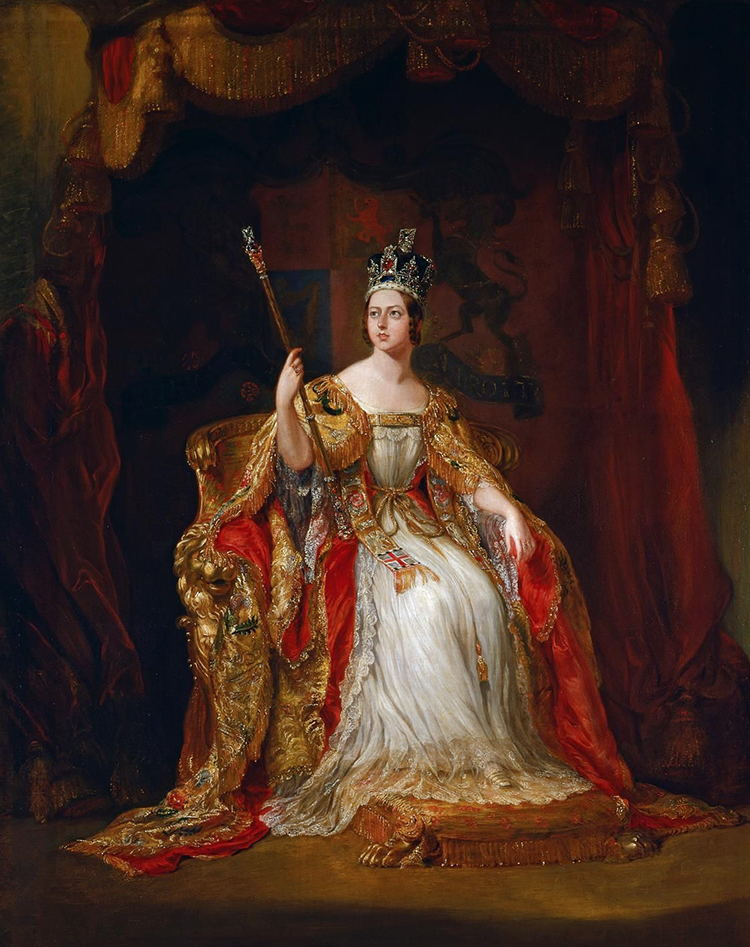
ヴィクトリア女王 (1838) ロイヤル・コレクション
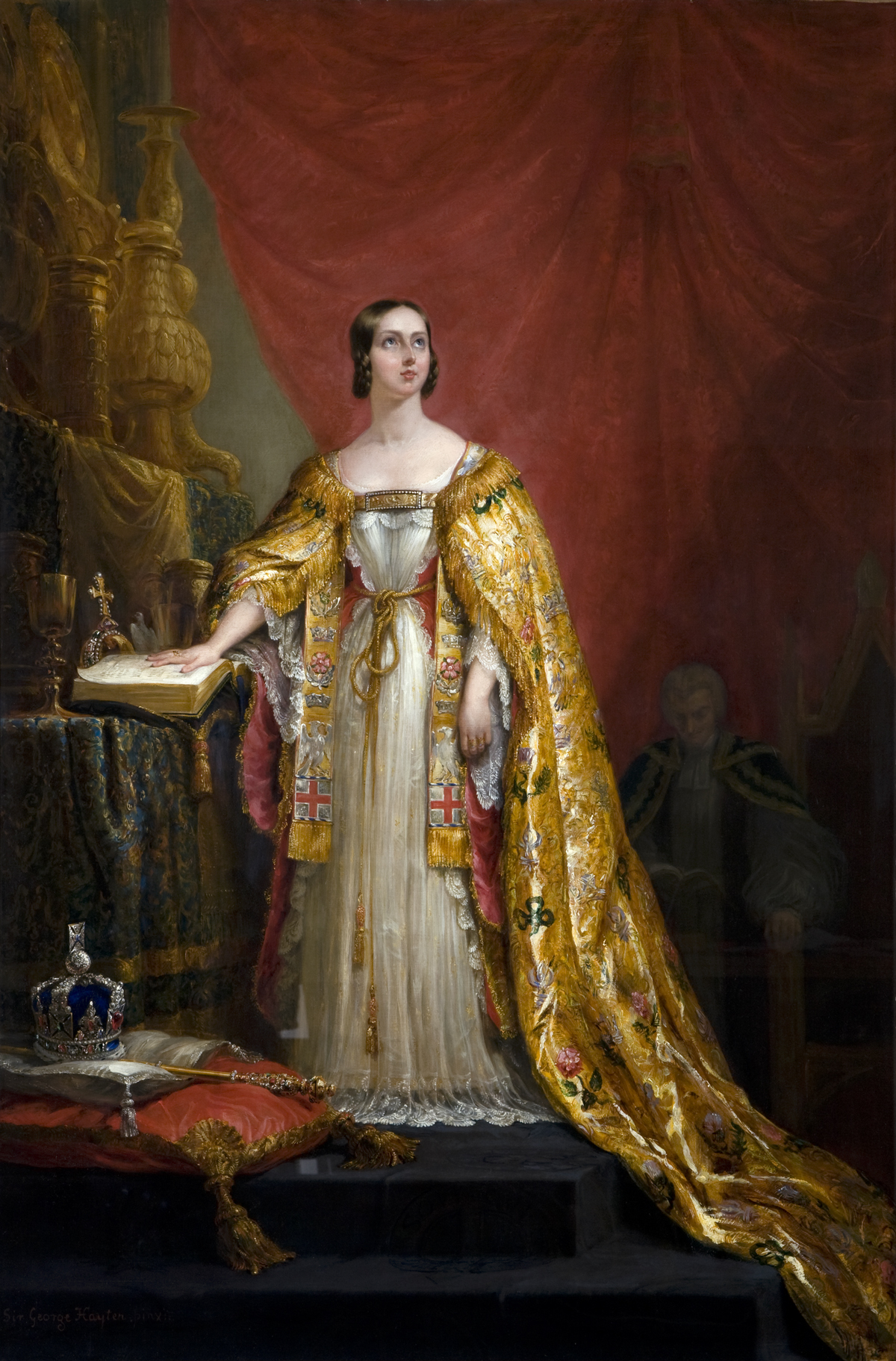
戴冠式のヴィクトリア女王

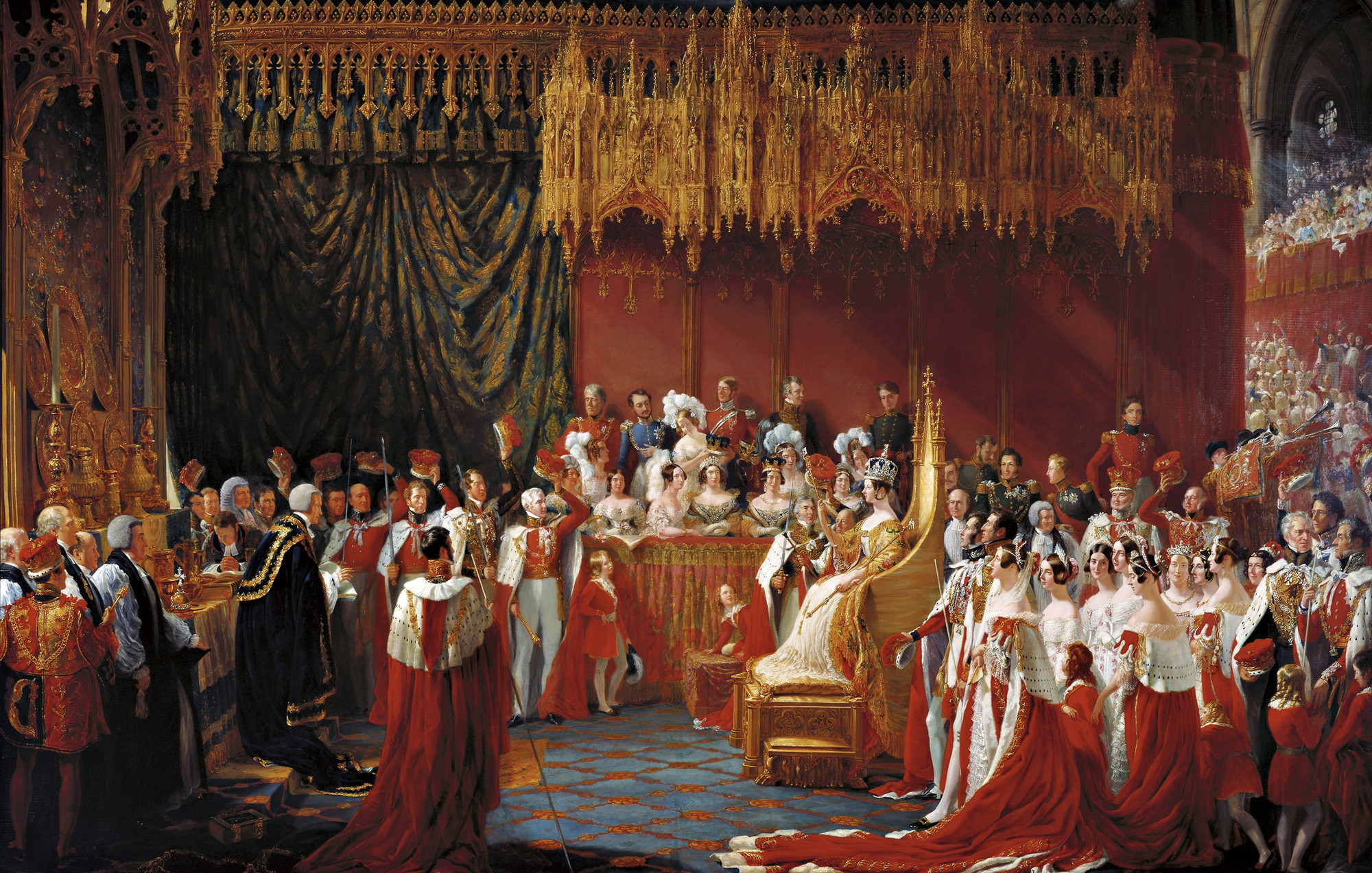
ヴィクトリア女王の戴冠式 (1839) ロイヤル・コレクション
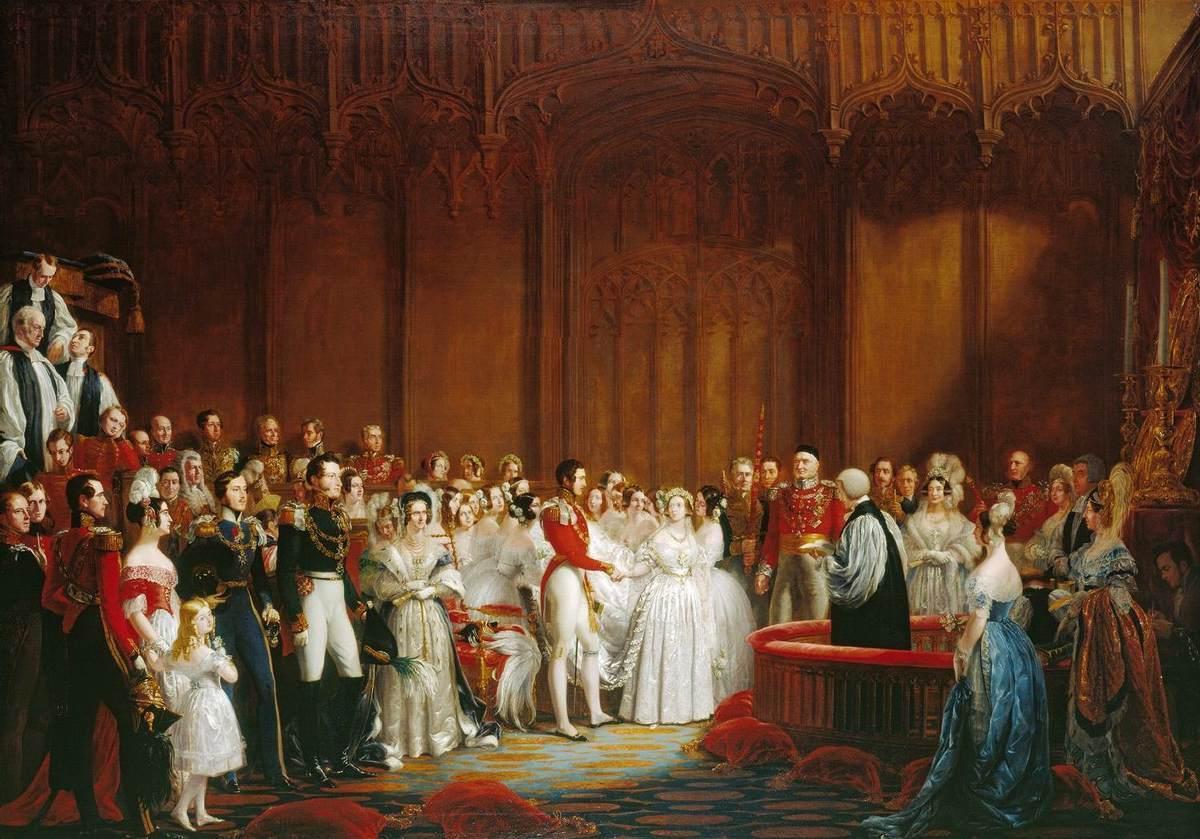
ヴィクトリア女王の結婚式 (1840) ウィンザー城
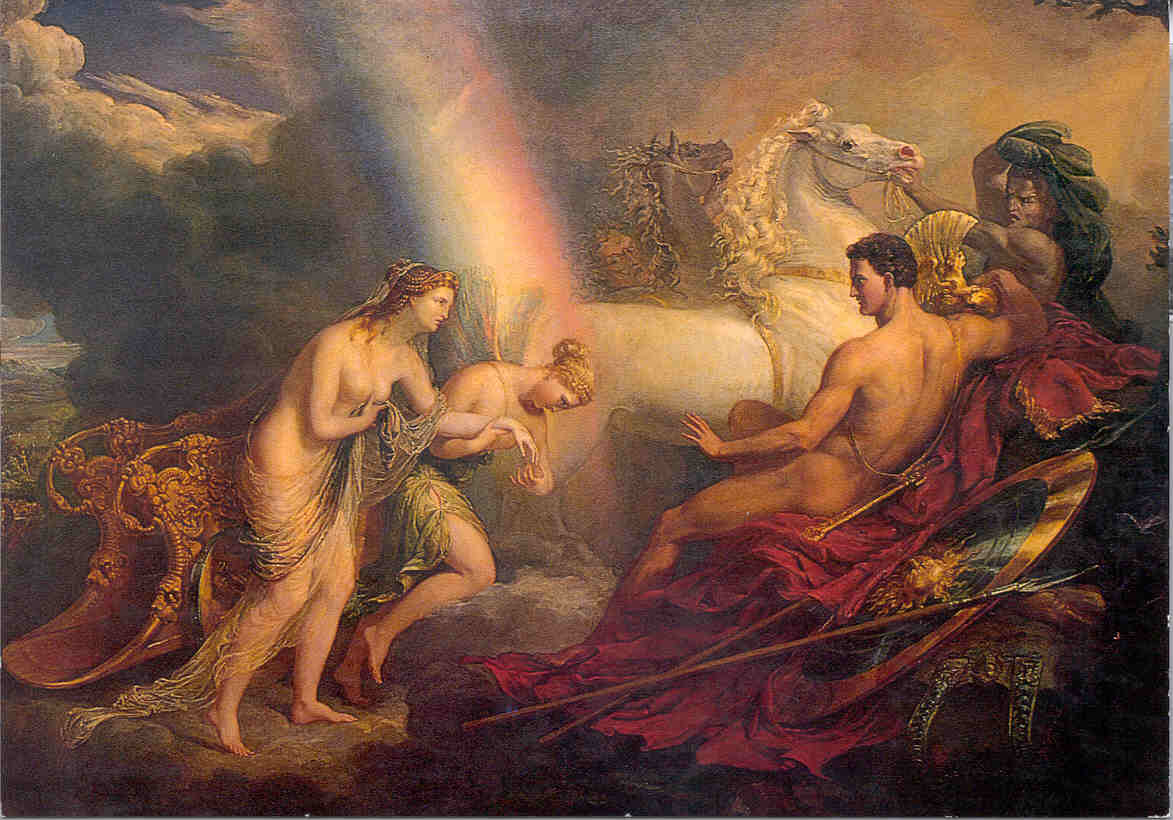
『イーリスの助けを借りたヴィーナスが恋人マールスに苦情を言う』（1820） チャッツワース・ハウス